# Bayerischer Toto-Pokal 2016/17
Der Bayerische Toto-Pokal 2016/17 war die 8. Saison seit der Pokalreform in der Saison 2009/10. Im Finale setzte sich der 1. FC Schweinfurt 05 gegen Wacker Burghausen durch und qualifizierte sich dadurch für die 1. Hauptrunde des DFB-Pokals 2017/18.

## 1. Hauptrunde
Die Spiele der 1. Hauptrunde fanden vom 3. bis 16. August 2016 statt.
| Datum                 |                             | Ergebnis        |                                  |
| --------------------- | --------------------------- | --------------- | -------------------------------- |
| 03.08.2016, 18:15 Uhr | FG Wendelstein              | 1:5             | Jahn Regensburg                  |
| 09.08.2016, 18:15 Uhr | SV Schwabegg                | 0:5             | SpVgg Unterhaching               |
| 09.08.2016, 18:15 Uhr | TSV Ichenhausen             | 0:6             | FV Illertissen                   |
| 09.08.2016, 18:15 Uhr | ESV München                 | 0:11            | VfR Garching                     |
| 09.08.2016, 18:15 Uhr | TSV 1896 Rain               | 3:1             | SV Pullach                       |
| 09.08.2016, 18:15 Uhr | SV Schwarzhofen             | 1:2             | SV Seligenporten                 |
| 09.08.2016, 18:15 Uhr | SpVgg Hainsacker            | 0:6             | FC Amberg                        |
| 09.08.2016, 18:15 Uhr | SV Fortuna Regensburg       | 8:3             | DJK Ammerthal                    |
| 09.08.2016, 18:15 Uhr | ZV Thierstein               | 1:2             | SpVgg Bayern Hof                 |
| 09.08.2016, 18:15 Uhr | SV DJK Tütschengereuth 1928 | 00:11           | SpVgg Bayreuth                   |
| 09.08.2016, 18:15 Uhr | 1. FC Mitwitz               | 0:6             | 1. FC Schweinfurt 05             |
| 09.08.2016, 18:30 Uhr | FC Gundelfingen             | 2:1             | 1. FC Sonthofen                  |
| 09.08.2016, 18:30 Uhr | TSV Dorfen                  | 0:3             | TSV Buchbach                     |
| 09.08.2016, 18:30 Uhr | TV Freyung                  | 2:3             | FC Sturm Hauzenberg              |
| 09.08.2016, 19:00 Uhr | FC Bad Kohlgrub-Ammertal    | 1:4             | FC Memmingen                     |
| 09.08.2016, 19:00 Uhr | ASCK Simbach am Inn         | 0:7             | Wacker Burghausen                |
| 09.08.2016, 19:00 Uhr | VfB Hallbergmoos            | 2:1             | SV Schalding-Heining             |
| 09.08.2016, 19:30 Uhr | SV Bruckmühl                | 3:1             | TSV 1860 Rosenheim               |
| 10.08.2016, 18:15 Uhr | DJK SV Ost Memmingen        | 0:3             | SV Egg an der Günz               |
| 10.08.2016, 18:15 Uhr | SV Mering                   | 4:1             | TSV Aindling                     |
| 10.08.2016, 18:15 Uhr | SpVgg Erlangen              | 1:0             | TSV Buch                         |
| 10.08.2016, 18:15 Uhr | FSV Erlangen-Bruck          | 1:4             | SpVgg Jahn Forchheim             |
| 10.08.2016, 18:15 Uhr | FC Eibelstadt               | 0:7             | TSV Großbardorf                  |
| 10.08.2016, 18:15 Uhr | VfR Goldbach                | 3:5             | SV Viktoria Aschaffenburg        |
| 10.08.2016, 18:15 Uhr | FT Schweinfurt              | 1:0             | FC Coburg                        |
| 10.08.2016, 18:15 Uhr | FC Fuchsstadt               | 1:1 (2:4 i. E.) | DJK Schwebenried/ Schwemmelsbach |
| 10.08.2016, 18:15 Uhr | SV Erlenbach am Main        | 1:1 (2:4 i. E.) | TSV Aubstadt                     |
| 10.08.2016, 18:30 Uhr | TV Aiglsbach                | 4:2             | TSV Kareth-Lappersdorf           |
| 10.08.2016, 18:30 Uhr | SV Sorghof                  | 1:3             | SpVgg SV Weiden                  |
| 10.08.2016, 18:30 Uhr | Bayern Kickers Nürnberg     | 1:2             | SC Eltersdorf                    |
| 10.08.2016, 20:00 Uhr | VfB Straubing               | 1:3             | TSV Bogen                        |
| 16.08.2016, 19:00 Uhr | SB Chiemgau Traunstein      | 2:2 (0:3 i. E.) | SV Heimstetten                   |

## 2. Hauptrunde
Die Spiele der 2. Hauptrunde fanden zwischen 23. und 30. August 2016 statt.
| Datum                 |                        | Ergebnis        |                                 |
| --------------------- | ---------------------- | --------------- | ------------------------------- |
| 23.08.2016, 18:00 Uhr | TSV Rain am Lech       | 1:4             | FV Illertissen                  |
| 23.08.2016, 18:00 Uhr | Fortuna Regensburg     | 1:2             | FC Amberg                       |
| 23.08.2016, 18:00 Uhr | Jahn Forchheim         | 1:3             | SpVgg Bayreuth                  |
| 23.08.2016, 19:00 Uhr | VfB Hallbergmoos       | 0:4             | Wacker Burghausen               |
| 23.08.2016, 19:30 Uhr | SV Bruckmühl           | 0:6             | TSV Buchbach                    |
| 24.08.2016, 18:00 Uhr | SV Mering              | 4:3             | VfR Garching                    |
| 24.08.2016, 18:00 Uhr | FC Gundelfingen        | 1:4             | FC Memmingen                    |
| 24.08.2016, 18:00 Uhr | SpVgg Erlangen         | 3:1             | SC Eltersdorf                   |
| 24.08.2016, 18:00 Uhr | FT Schweinfurt         | 0:2             | DJK Schwebenried/Schwemmelsbach |
| 24.08.2016, 18:00 Uhr | Viktoria Aschaffenburg | 1:2             | 1. FC Schweinfurt 05            |
| 24.08.2016, 18:00 Uhr | TSV Großbardorf        | 2:3             | TSV Aubstadt                    |
| 24.08.2016, 18:15 Uhr | FC Sturm Hauzenberg    | 2:2 (5:4 i. E.) | SV Heimstetten                  |
| 24.08.2016, 19:00 Uhr | TV Aiglsbach           | 2:2 (3:2 i. E.) | Jahn Regensburg                 |
| 24.08.2016, 19:00 Uhr | TSV Bogen              | 2:1             | SV Seligenporten                |
| 24.08.2016, 19:30 Uhr | SpVgg SV Weiden        | 5:6             | SpVgg Bayern Hof                |
| 30.08.2016, 18:00 Uhr | SV Egg an der Günz     | 0:2             | SpVgg Unterhaching              |

## Achtelfinale
Die Partien des Achtelfinales fanden zwischen 6. September und 3. Oktober 2016 statt.
| Datum                 |                     | Ergebnis        |                                 |
| --------------------- | ------------------- | --------------- | ------------------------------- |
| 06.09.2016, 17:45 Uhr | SpVgg Erlangen      | 2:0             | DJK Schwebenried/Schwemmelsbach |
| 06.09.2016, 17:45 Uhr | SV Mering           | 1:2             | FC Memmingen                    |
| 06.09.2016, 18:00 Uhr | TSV Aubstadt        | 2:5             | 1. FC Schweinfurt 05            |
| 07.09.2016, 17:45 Uhr | FC Amberg           | 3:3 (5:3 i. E.) | SpVgg Bayern Hof                |
| 07.09.2016, 18:00 Uhr | FV Illertissen      | 3:4             | SpVgg Unterhaching              |
| 07.09.2016, 19:30 Uhr | TSV Bogen           | 0:3             | SpVgg Bayreuth                  |
| 27.09.2016, 19:00 Uhr | TV Aiglsbach        | 2:5             | Wacker Burghausen               |
| 03.10.2016, 15:00 Uhr | FC Sturm Hauzenberg | 4:2             | TSV Buchbach                    |

## Viertelfinale
Das Begegnungen des Viertelfinales fanden am 28. und 29. März sowie am 5. April 2017 statt.
| Datum                 |                   | Ergebnis |                      |
| --------------------- | ----------------- | -------- | -------------------- |
| 28.03.2017, 17:30 Uhr | FC Amberg         | 0:2      | 1. FC Schweinfurt 05 |
| 29.03.2017, 17:30 Uhr | SpVgg Bayreuth    | 2:3      | FC Memmingen         |
| 29.03.2017, 19:00 Uhr | Wacker Burghausen | 1:0      | SpVgg Unterhaching   |
| 05.04.2017, 17:45 Uhr | SpVgg Erlangen    | 1:2      | FC Sturm Hauzenberg  |

## Halbfinale
Die beiden Halbfinals wurden am 19. und 25. April ausgetragen.
| Datum                 |                     | Ergebnis |                      |
| --------------------- | ------------------- | -------- | -------------------- |
| 19.04.2017, 18:00 Uhr | FC Sturm Hauzenberg | 0:4      | Wacker Burghausen    |
| 25.04.2017, 19:00 Uhr | FC Memmingen        | 2:3      | 1. FC Schweinfurt 05 |

## Finale
| Wacker Burghausen                                      | Wacker Burghausen | 1. FC Schweinfurt 05 | 1. FC Schweinfurt 05 |
| ------------------------------------------------------ | --- | --- | -------------------- |
| Wacker Burghausen                                      | \| 25. Mai 2017 um 14:45 Uhr in Burghausen (Wacker-Arena) \| \| Ergebnis: 0:1 (0:0)[2] \| \| Zuschauer: 2.485 \| \| Schiedsrichter: Robert Hartmann (Kempten) \| \| Spielbericht \|                                                                                | \| 25. Mai 2017 um 14:45 Uhr in Burghausen (Wacker-Arena) \| \| Ergebnis: 0:1 (0:0)[2] \| \| Zuschauer: 2.485 \| \| Schiedsrichter: Robert Hartmann (Kempten) \| \| Spielbericht \|                                                                                               | 1. FC Schweinfurt 05 |
| Wacker Burghausen                                      | Miha Tetičkovič – Christoph Rech, Daniel Hofstetter, Philipp Knochner, Benjamin Kindsvater (81. Christoph Bann), Muhamed Subašić, Marius Duhnke, Christoph Burkhard , Juvhel Tsoumou, Stefan Wächter (71. Christoph Popp), Moritz Moser Cheftrainer: Patrick Mölzl | David Paulus – Herbert Paul, Marco Janz , Christopher Kracun (61. Nikola Jelišić), Marco Haller, Kevin Fery, Steffen Krautschneider (90.+3' Johannes Bechmann), Philip Messingschlager, Adam Jabiri, Marius Willsch (90.+1' Marino Müller), Lukas Billick Cheftrainer: Gerd Klaus | 1. FC Schweinfurt 05 |
| Wacker Burghausen                                      | 0:1 Steffen Krautschneider (65.) | | 1. FC Schweinfurt 05 |
| Wacker Burghausen                                      | Christoph Rech (72.), Philipp Knochner (77.), Moritz Moser (90.+5'), Christoph Popp (90.+5') | Philip Messingschlager (33.), Marius Willsch (66.), Marco Haller (80.), David Paulus (90+3') | 1. FC Schweinfurt 05 |
| 25. Mai 2017 um 14:45 Uhr in Burghausen (Wacker-Arena) | | |                      |
| Ergebnis: 0:1 (0:0)                                    | | |                      |
| Zuschauer: 2.485                                       | | |                      |
| Schiedsrichter: Robert Hartmann (Kempten)              | | |                      |
| Spielbericht                                           | | |                      |